# 原颚龟
原颚龟（学名：Proganochelys quenstedti）是到目前为止已发现的最古老的陆生乌龟，可追溯到大约2亿年前的三叠纪晚期。

## 古生态学

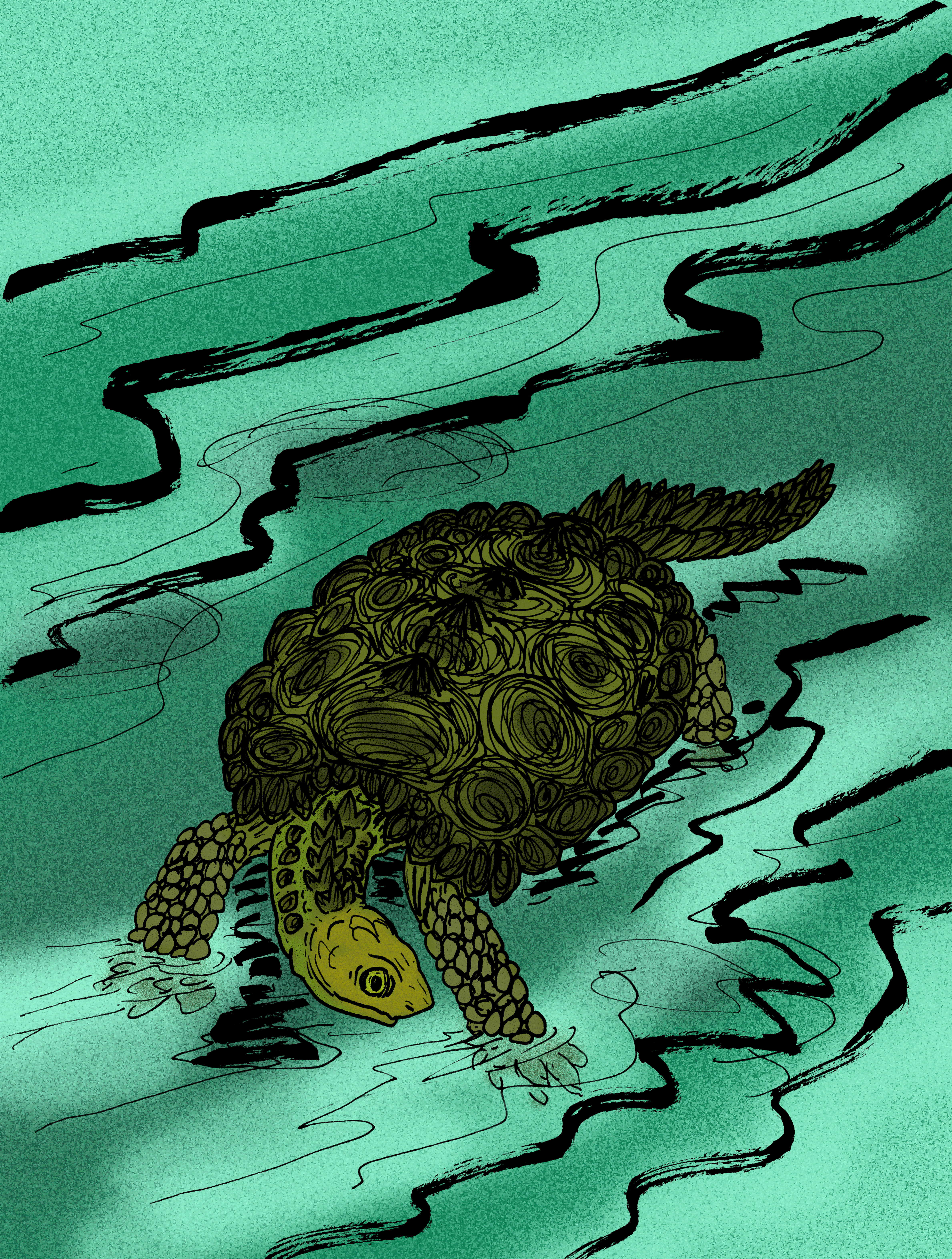
复原图

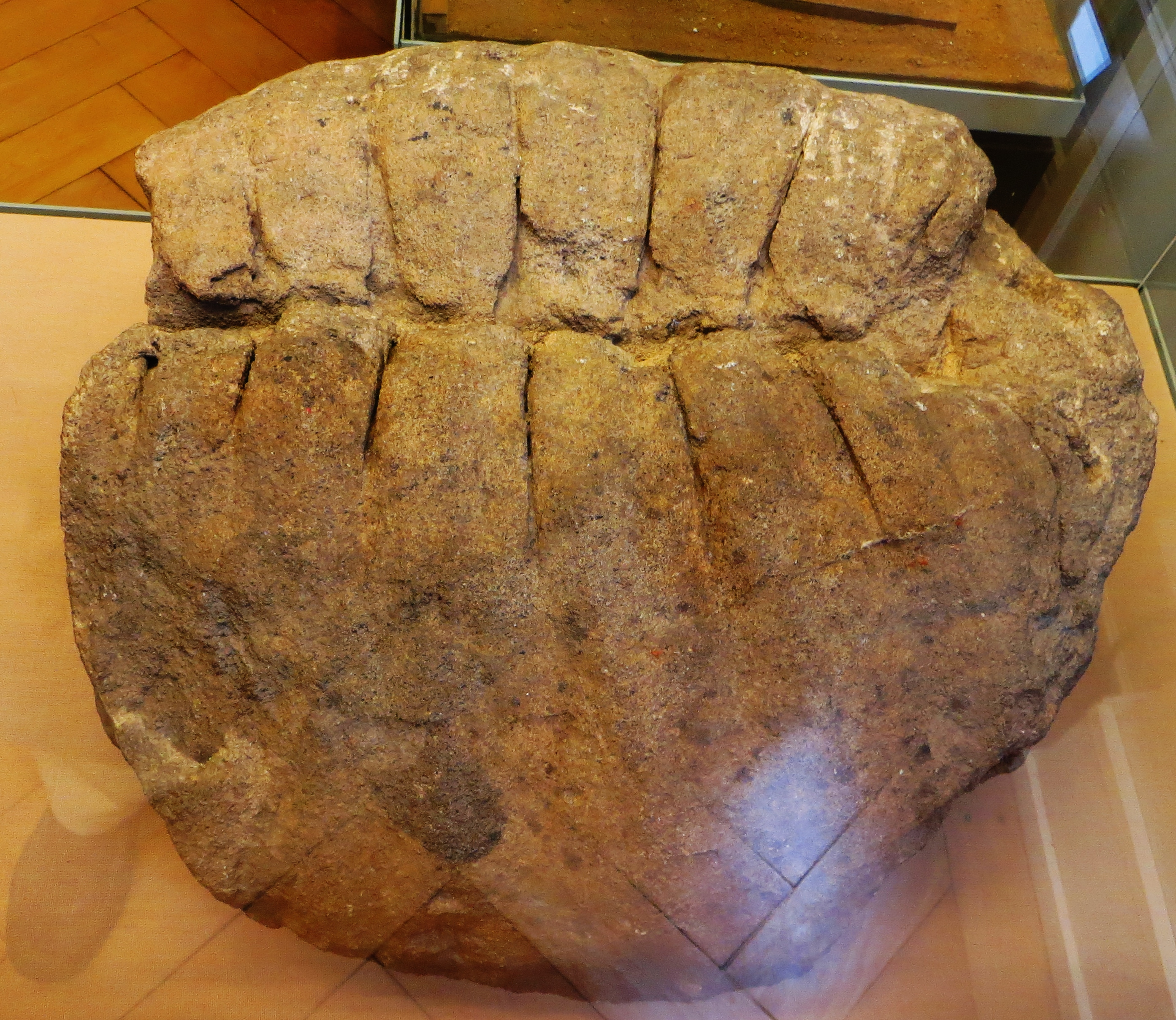
标本

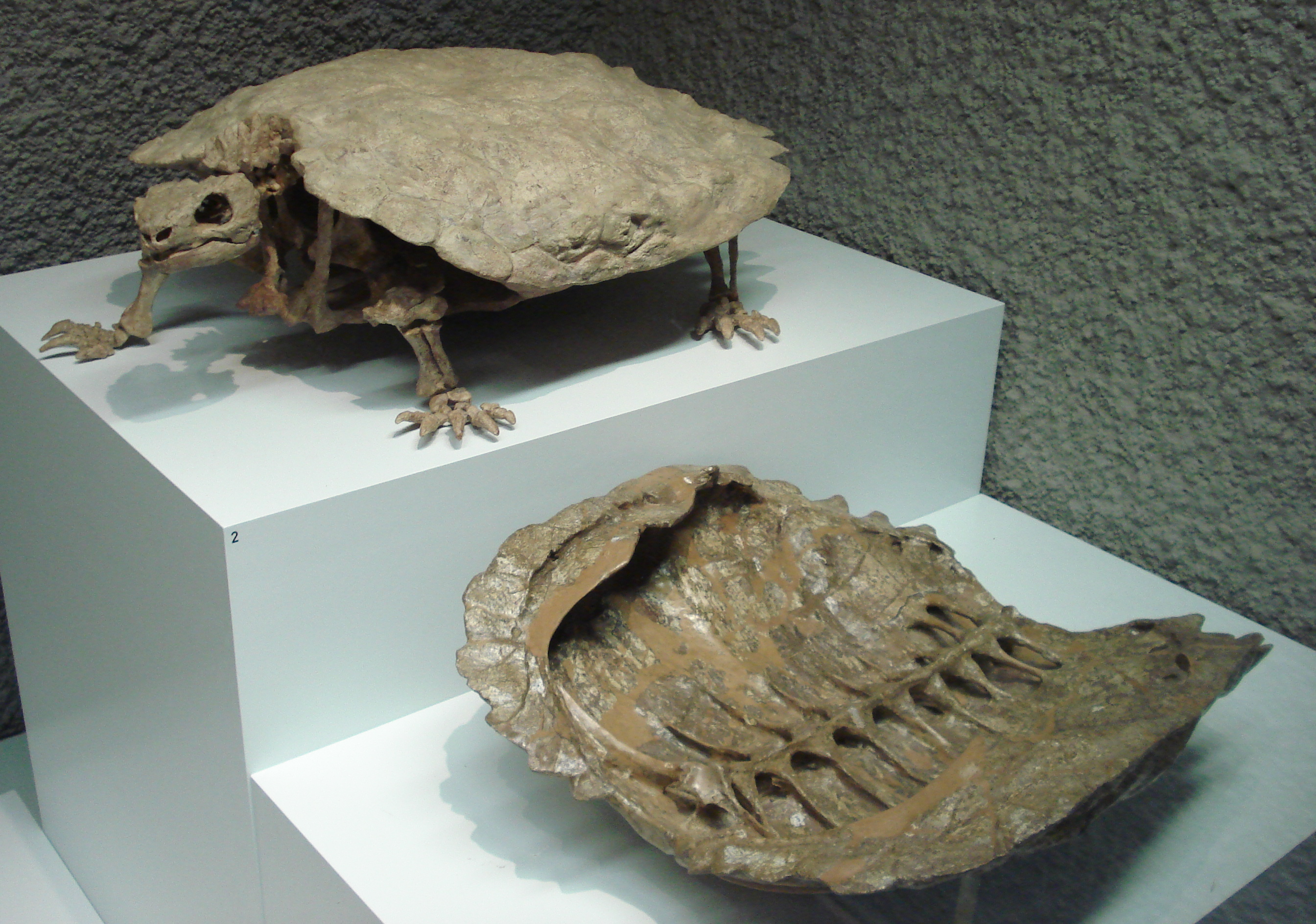
原颚龟

## 习性
原颚龟生活在三叠纪的劳亚大陆，被发现于德国、格陵兰以及泰国。
龟壳长度达70厘米，头部不能缩回壳中。